# Bad Schwanberg
Bad Schwanberg osztrák mezőváros Stájerország Deutschlandsbergi járásában. 2021 januárjában 4520 lakosa volt.

## Elhelyezkedése

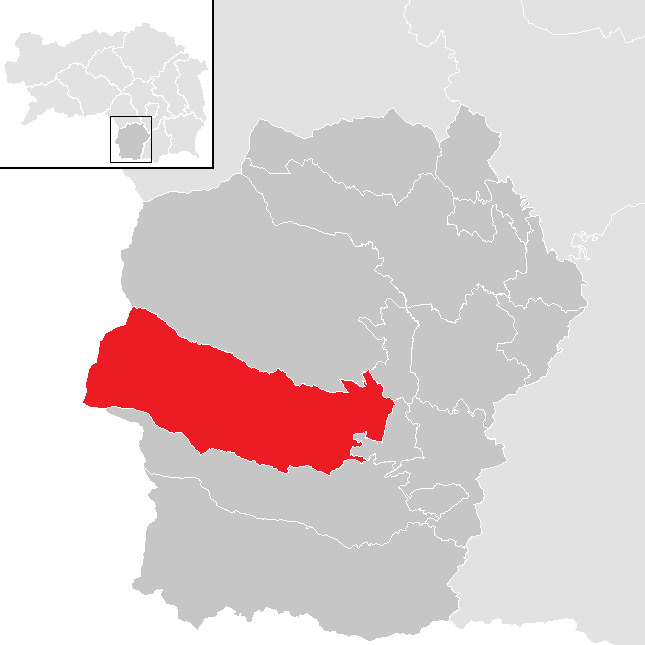
Schwanberg a Deutschlandsbergi járásban

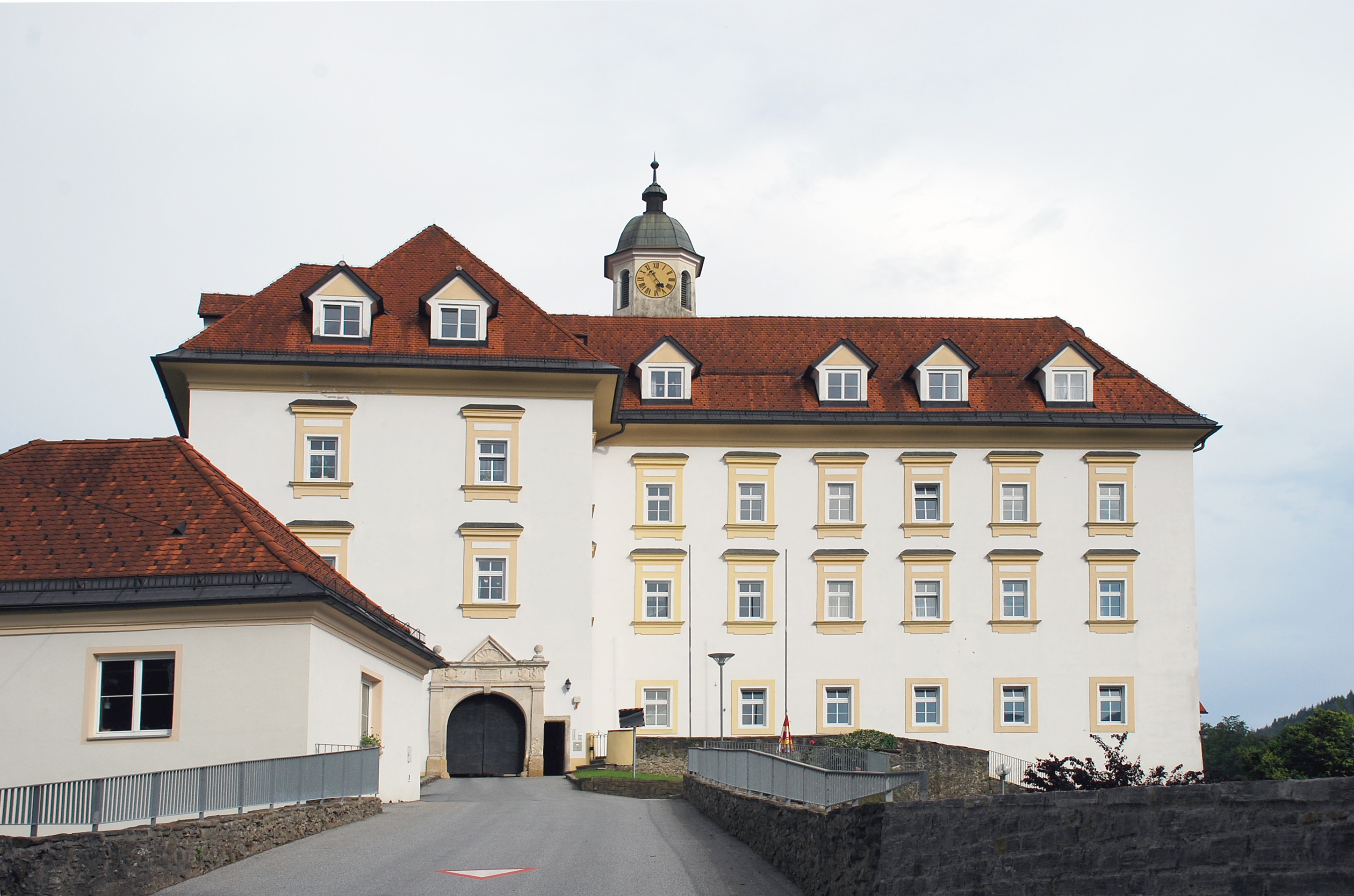
A schwanbergi kastély

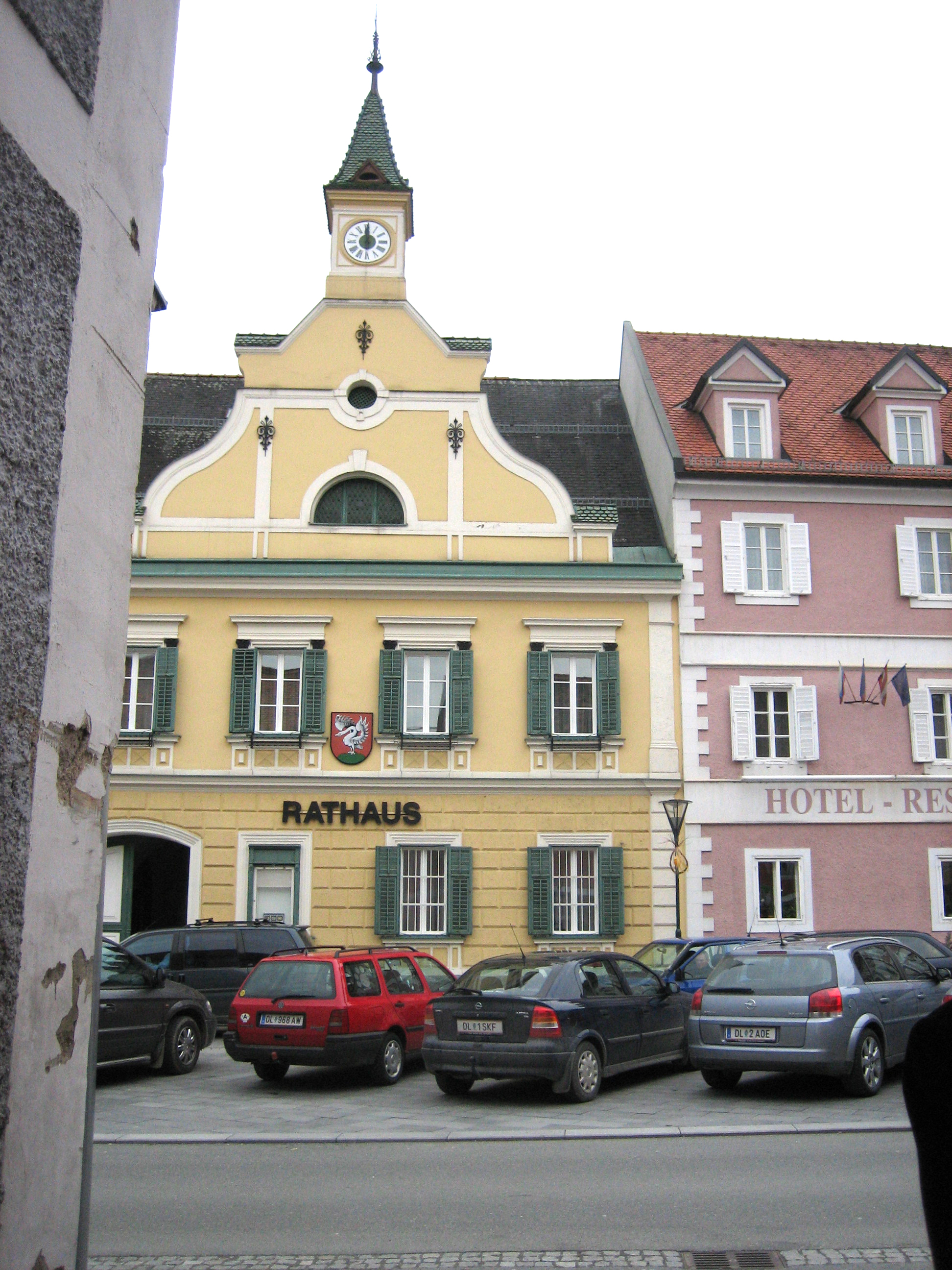
A schwanbergi városháza

Schwanberg a tartomány déli részén fekszik a Nyugat-Stájerország régióban, a Koralpe hegység keleti lábainál, a Fekete-Sulm folyó mentén. Az önkormányzat 12 katasztrális községben 32 falut, ill. településrészt egyesít.
A környező települések: északra Deutschlandsberg, északkeletre Frauental an der Laßnitz, keletre Sankt Peter im Sulmtal, délre Wies, nyugatra Frantschach-Sankt Gertraud (Karintia).  

## Története
Schwanberg területén római sírok találhatók, amelyeket már a 19. századi régészek feltártak. A várhegy tetején, az ún. "tánctéren" a 10. században vár épült, amely 1580 körül romba dőlt. Köveit nagyrészt széthordták és a város templomai, kastélyai építésénél használták fel. 
Schwanberg a középkorban a brixeni püspöké volt, aki a Pettau családnak adta át a várat. A 14. században az uradalom határai észak, Deutschlandsberg felé bizonytalanok voltak, amely több alkalommal határvillongásra adott alkalmat. A leghosszabb, az ún. "legelőháború" két évtizeden át tartott és mindkét oldalról számos véráldozattal járt. Ez a konfliktus jobbára a legelőkre korlátozódott, de a 15. század második felében, a Baumkircher-lázadás során (a stájer nemesség felkelése III. Frigyes császár ellen) kifosztották és felgyújtották Schwanberg mezővárosát. Az 1529-es és 1544-es egyházi felmérés szerint a településen 700-an jártak misére. Az 1770-es toborzási összeíráskor Schwanberg körzetében már 3362 fő lakott. 
1934 nyarán a júliusi puccs során a nemzetiszocialisták megpróbálták megdönteni az osztrák kormányt. Schwanbergben a 200-300 főből álló náci tömeg megostromolta a csendőrséget, ahol a velük szemben álló paramilitáris csoportok barikádozták el magukat. A lövöldözésben megölték a helyi náci szervezet vezetőjének a fiát. Másnap reggelre az ostromlók kénytelenek voltak visszavonulni. A puccs bukása után a városban 74 főt tartóztattak le, a puccsisták egy része Jugoszláviába és Németországba menekült. 
A 2015-ös stájerországi közigazgatási reform során az addig önálló Hollenegg, Gressenberg és Garanas községeket Schwanberg önkormányzatához csatolták.

## Lakosság
A schwanbergi önkormányzat területén 2017 januárjában 4605 fő élt, ami visszaesést jelent a 2001-es 5008 lakoshoz képest. 2014-ben a lakosok 96,1%-a volt osztrák állampolgár; a külföldiek közül 1,1% jött a régi (2004 előtti) és 1,7% az új EU-tagállamokból. 0,8% Szerbiából, Boszniából és Törökországból érkezett. A munkanélküliség 2% volt.

## Látnivalók

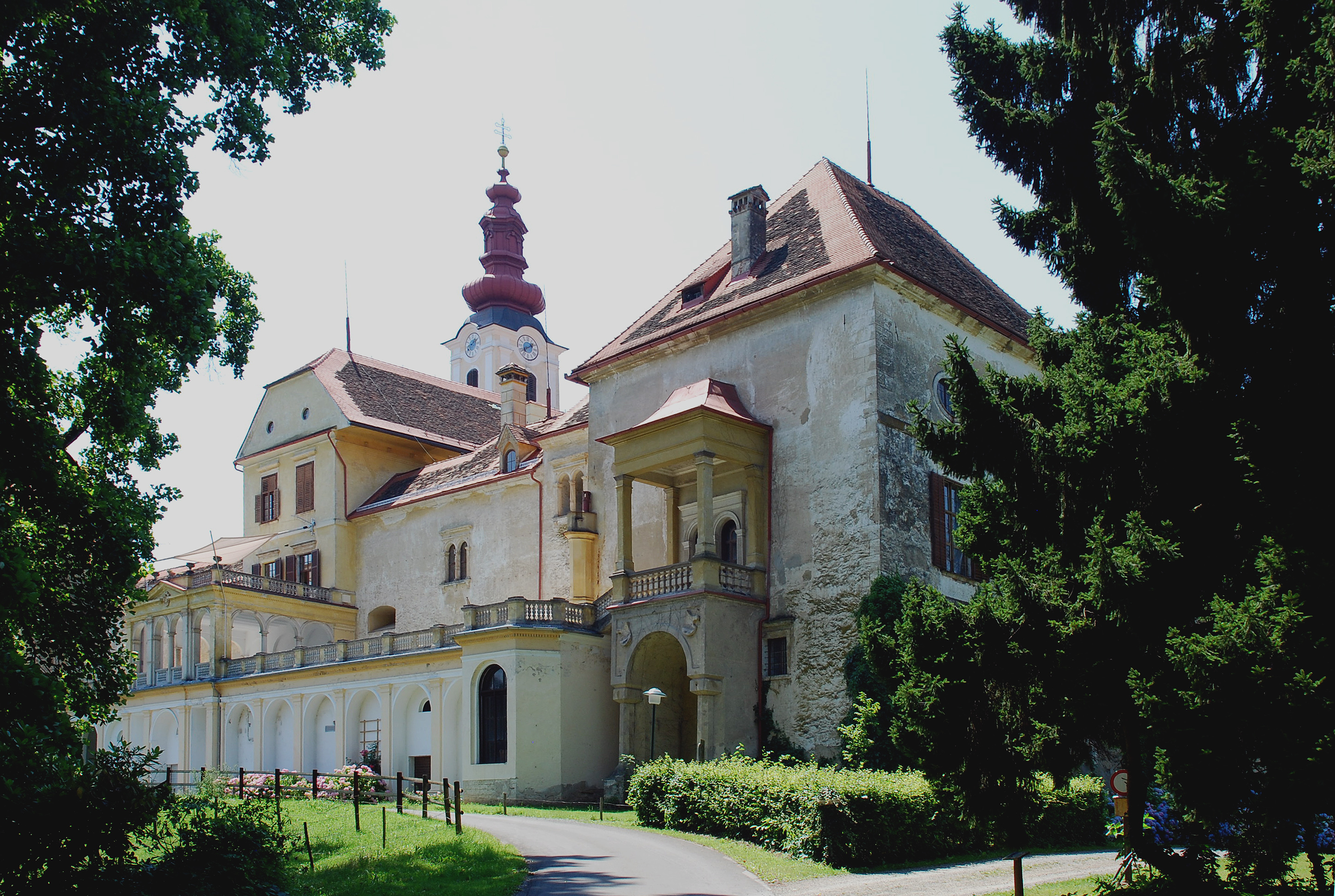
A holleneggi kastély

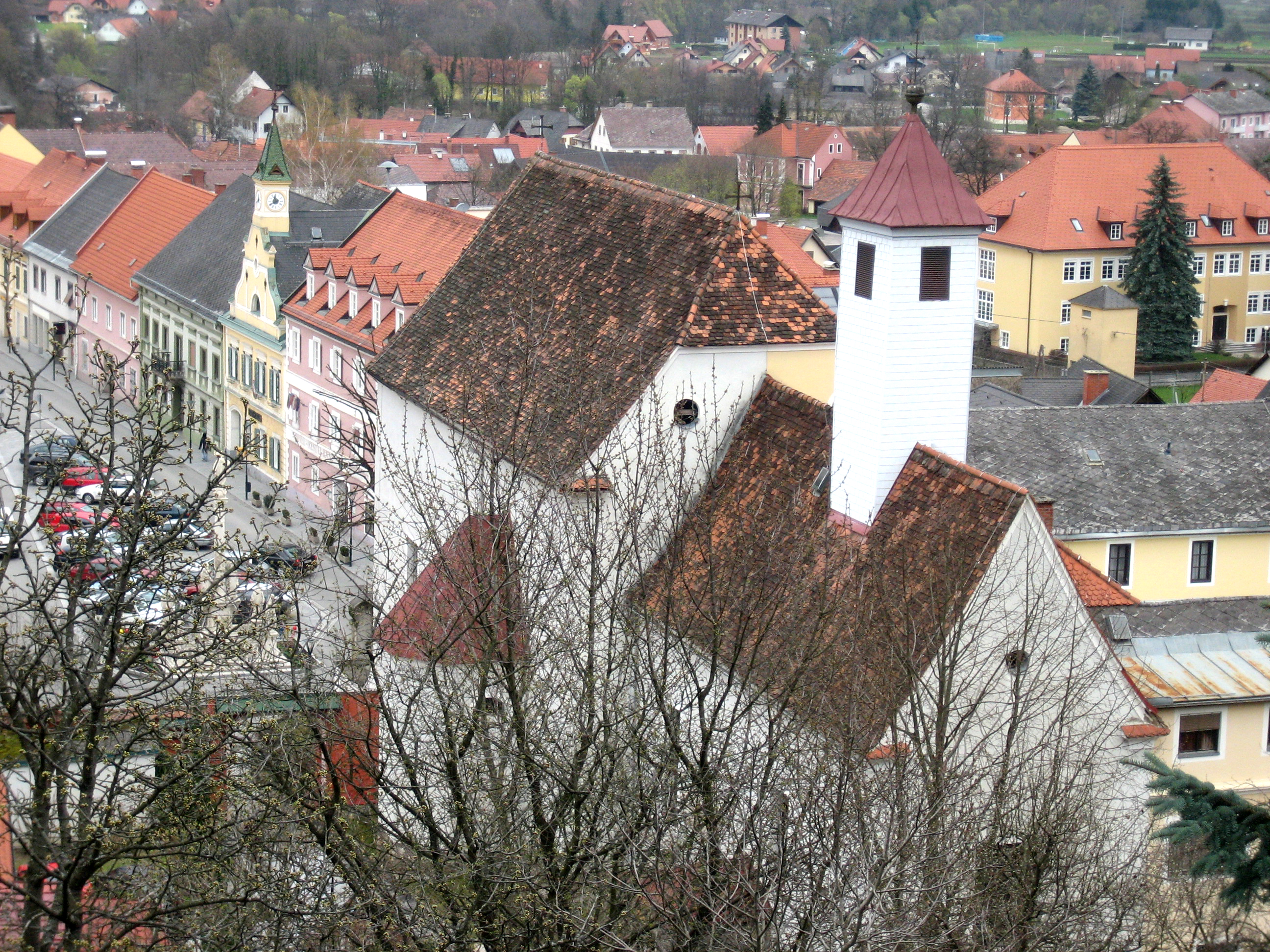
A volt apátsági templom

- a schwanbergi kastély a településtől nyugatra, egy dombon helyezkedik el. A helyén a Pettau-család a 11-12. században épített várat, amelyet II. Ottokár cseh király 1269-ben lerombolt. Néhány évvel később a várat újjáépítették. A kastély a mai formájában 1581-ben készült el. A 17. századig a Galler, utána pedig 1822-ig a Saurau-család birtokában volt. Tőlük a Liechtensteinek vették meg, akiktől 1891-ben a tartomány vásárolta meg. 1892-2015 között a kastélyban krónikus betegek otthona működött.
- a holleneggi kastély és második udvarában a holleneggi plébániatemplom
- a schwanbergi Keresztelő Szt. János-plébániatemplom
- a schwanbergi Szt. József-templom a régi vár egyik tornyának maradványaiból épült 1685-ben.
- az apátsági templom. A kapucinusok kolostora 1706-ban épült. A kolostort 1968-ban bezárták, épületében ma iszapgyógyfürdő működik
- a Brendlhof a 17. században protestáns imaház volt, ma mezőgazdasági múzeumi kiállítás látható benne.
- a magántulajdonban lévő szatócsmúzeum (Greißlermuseum) hat kis szatócsbolt tárgyaiból válogatta össze a kiskereskedéseket bemutató kiállítását.
- a Seekar-Bärental természetvédelmi terület a Seebach, Payerlbach, Karbach és Fekete-Sulm patakok forrását, illetve a Stájerországban és Karintiában endemikus Doronicum cataractarum állományát védi. Ezenfelül a Koralpe keleti lejtőinek egy része tájvédettség alatt áll.

## Híres schwanbergiek
- Wilhelm Gericke (1845-1925) zeneszerző, karmester
- Olga Neuwirth (1968-) zeneszerző

## Fordítás
- Ez a szócikk részben vagy egészben  a   Schwanberg (Steiermark) című német Wikipédia-szócikk ezen változatának fordításán alapul.  Az eredeti cikk szerkesztőit annak laptörténete sorolja fel. Ez a jelzés csupán a megfogalmazás eredetét és a szerzői jogokat jelzi, nem szolgál a cikkben szereplő információk forrásmegjelöléseként.